# Dort Mall
Dort Mall (anteriormente Small Mall y Mid-America Plaza) es un centro comercial ubicado en Flint, en el estado estadonudense de Míchigan. Se construyó en dos etapas, en 1964 y 1965, tres años antes que Courtland Center y cinco años antes que Genesee Valley Center, lo que lo convierte en el centro comercial más antiguo del condado de Genesee. Es propiedad de la familia Perani, propietaria también de Perani's Hockey World. Junto con Bargain Hunterz y City Market, esta es uno de las tiendas ancla de Dort MAll.

## Historia
Dort Mall fue construido por el promotor local William Oleksyn en 1964. Se construyó en el terreno de un antiguo autocine y fue el primer centro comercial cerrado de la zona de Flint. Sus tiendas ancla originales fueron el Yankee Stadium y A&P.
En 1968 se añadió una sala de cine de la cadena General Cinema, que se dividió en dos cinemas en 1975 y cerró en 1983. También en los años 1970, el sótano del centro comercial albergaba una discoteca. A pesar de esta ampliación, Dort Mall tenía varias salas vacías, especialmente tras la venta del Yankee Stadium a Zody's y su posterior cierre. En los años 1980, Dort Mall pasó a llamarse Small Mall y Mid-America Plaza, momento en el que se añadieron Sears Outlet y un club de comedia. Para 1993, el antiguo espacio de A&P se había convertido en Big Lots.
El Dort Mall, con 22.203 m² de espacio interior, es famoso por su colección de antigüedades, principalmente sobre automóviles y el centro de Míchigan. Algunas de las antigüedades se encuentran en locales vacíos. Muchas de las antigüedades eran propiedad del propietario del centro comercial, Bob Perani. Después de que Big Lots se mudó en 2014, su espacio se convirtió en un mercado de pulgas.